# Вермюлен, Алексей
Алексей Вермюлен (англ. Alexey Vermeulen, род. 16 декабря 1994 года в Мемфисе, Теннесси, США) — американский профессиональный шоссейный велогонщик, выступающий за команду мирового тура «Jumbo-Visma». Чемпион США среди юниоров в групповой гонке (2011).

## Достижения
| 2011 1-й Чемпионат США: ГГ (юниоры) 2012 2-й, Тур Абитиби 2015 2-й Чемпионат США: ИГ U23 | 2015 3-й Чемпионат США: ИГ 2017 3-й Чемпионат США: ГГ |